# Thage G. Peterson

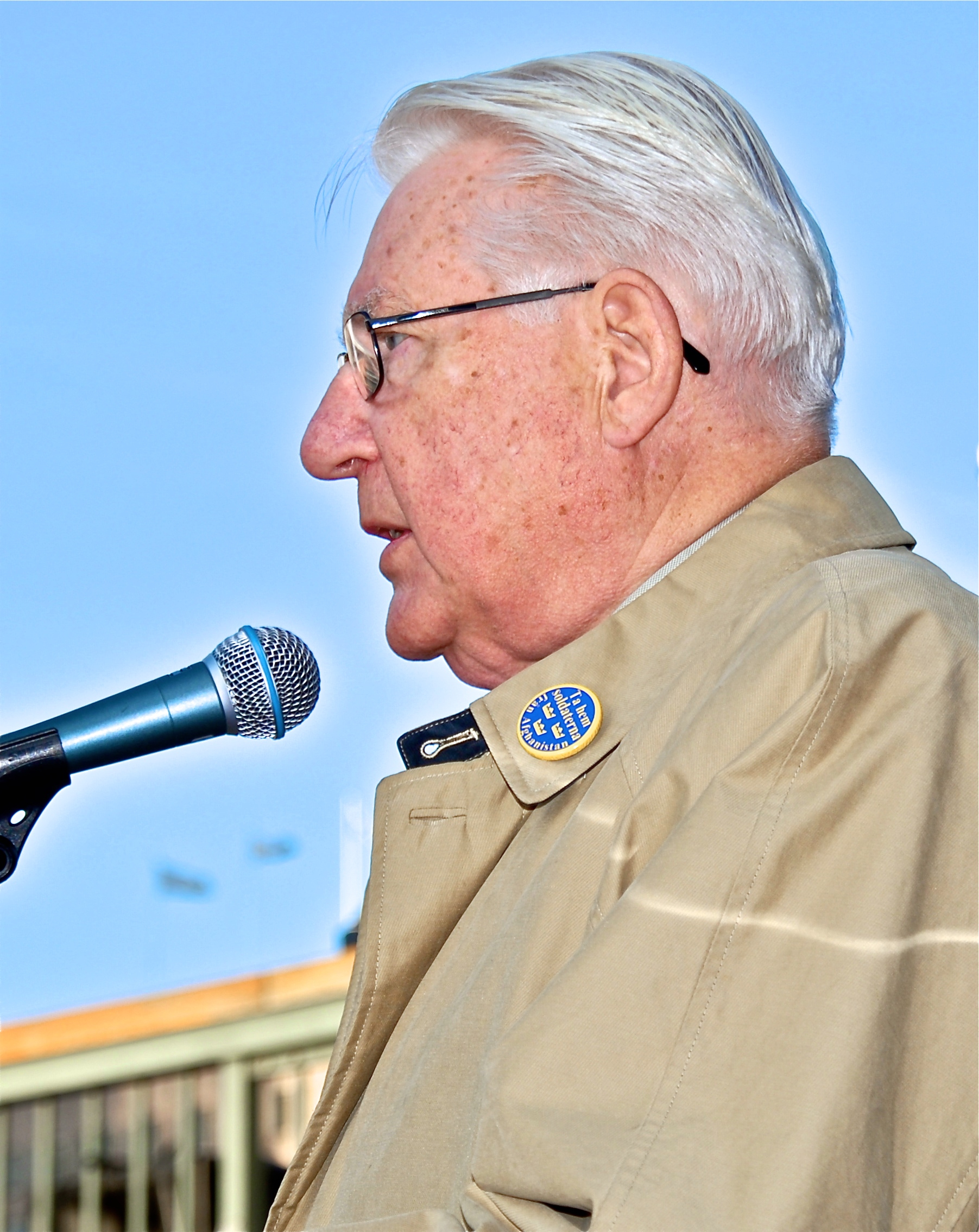
Thage G. Peterson (2010)

Thage Edvin Gerhard Peterson (* 24. September 1933 in Växjö, Kronobergs län) ist ein ehemaliger schwedischer Politiker der Sveriges socialdemokratiska arbetareparti (Socialdemokraterna), der nicht nur mehrfach Minister, sondern von 1988 bis 1991 auch Reichstagspräsident war.

## Biografie
Peterson wurde 1971 bei einer Nachwahl erstmals als Kandidat der Socialdemokraterna Mitglied des Reichstages und gehörte diesem nach acht Wiederwahlen bis 1998 an.
1975 wurde er von Ministerpräsident Olof Palme als Koordinationsminister in der Regierungskanzlei erstmals mit einem Kabinettsposten beauftragt und hatte dieses Amt bis 1976 inne.
Nachdem die Sozialdemokraten die Reichstagswahlen am 19. September 1982 gewannen, wurde er von Ministerpräsident Palme als Industrieminister in dessen Regierung berufen und hatte dieses Amt bis 1988 auch unter Ingvar Carlsson inne, der nach Palmes Ermordung am 28. Februar 1986 dessen Nachfolger als Ministerpräsident wurde. Nach einer Kabinettsumbildung war er anschließend von Juni bis September 1988 Justizminister im Kabinett Carlsson.
Nach den Reichstagswahlen 1988 wurde er dann am 18. Oktober 1988 Präsident des Reichstages und übte dieses Amt bis zum 30. September 1991 aus.
Danach war Peterson, der viele Jahre Mitglied des Verteidigungsausschusses war, von Oktober 1991 bis Oktober 1994 Vorsitzender des Verfassungsausschusses des Reichstages.
Im Anschluss berief ihn Ministerpräsident Carlsson im Oktober 1994 nach dem Sieg der Socialdemokraterna bei den Reichstagswahlen 1994 zum Verteidigungsminister in dessen Regierung. Diese Funktion bekleidete er auch unter Carlssons Nachfolger Göran Persson, der im März 1996 sein Amt als Ministerpräsident antrat, bis zum Februar 1997. Im Anschluss wurde er im Rahmen einer Kabinettsumbildung Minister in der Regierungskanzlei. Nach den Reichstagswahlen im September 1998 schied Peterson aus dem Reichstag sowie aus der Regierung aus.